# Saison 2 de La Vie de croisière de Zack et Cody
Cet article contient une synopsis des épisodes de la saison 2 de la série télévisée américaine (sitcom) La Vie de croisière de Zack et Cody.

## Épisode 1:Mission pour double zéro
121
- États-Unis :

- Sara Erikson (Doigt rouge)
- Gildart Jackson (M. Smith)

## Épisode 2:Le Magicien
121
- États-Unis :

- Savannah Jayde (Tanya)
- Brianna Lane (Karina)

## Épisode 3:Le Surveillant des couloirs
121
- États-Unis :

- Marisa Téhodore(Cara)

## Épisode 4:Le Cuisinier de ces dames
121
- États-Unis :

.

## Épisode 5:Le Parfum magique
- États-Unis : 4 septembre 2009

- Staci Pratt dans le rôle de Becky

.

## Épisode 6:Bienvenue en Thaïlande
- États-Unis : 18 septembre 2009

Jeff Hodsden
- Tim Pollock

- Erica Audls (Sacha)
- Ashley Farley (Hilary)
- Elizabeth Sung dans le rôle de (Kung Yai).

## Épisode 7:Bananaphobie!
- États-Unis : 24 septembre 2009

- Rachael Kathryn Bell
- Michael Hitchcock (Addison) (Mr Blanket)

## Épisode 8:Les Naufragés (1/2)
- États-Unis : 24 septembre 2009

## Episode 10: Les Colocataires
Titre original
Roomies
Résumé détaillé
Zack a un nouveau colocataire, Marcus, et n'en est pas très ravi. De leur côté, Cody propose des jeux à Bailey pour lui prouver qu'il est fort, mais elle gagne toujours, ce qui rend Cody jaloux et en colère.